# M75 (blindé)
Pour les articles homonymes, voir M75.
Le M75 est un véhicule blindé chenillé de transport de troupe conçu par la société International Harvester. Ils furent déployés par l'US Army durant l'été 1953, lors les derniers mois de la guerre de Corée où ils montrèrent leurs capacités à évoluer sur la ligne de front en ravitaillant les avant postes et en effectuant des évacuations sanitaires. Trop coûteux (72 000 $ au début des années 1950 soit 876 392 $ en 2025), ils furent légués aux armées belges et marocaines durant les années 1960 et remplacés par les M59, moins onéreux.